# Pronoe (Mutter des Lassos)
Pronoe (altgriechisch Προνόη Pronóē, deutsch ‚die Vorsorgende, die Vorausdenkerin‘) ist in der griechischen Mythologie eine Nymphe.
Sie war die Mutter des Lassos. Dieser wurde von Podaleirios während des Trojanischen Krieges getötet.